# راماکریشنا
راماکریشنا کسی است که شاید بتوان گفت او سرسلسله بسیاری از مکاتب معنوی هند امروز به‌شمار می‌رود. راماکریشنا برای اغلب کسانی که در درک تنگاتنگی با وی قرار داشتند فردی اسرارآمیز بود. در یک خانواده فقیر برهمنی در منطقه‌ای روستایی در بنگال هندوستان متولد گردید. او راهب معبدی شد که به ایزدبانو کالی اختصاص داشت و تحت تأثیر یک رشته سنتهای اصیل بنگالی بود. راماکریشنا ادیان دیگر، به ویژه اسلام و مسیحیت را تجربه کرد و گفت که همه آن‌ها منجر به همان خدا است. سامادی یا تجربه یگانگی با هستی.

## تولد و دوران کودکی

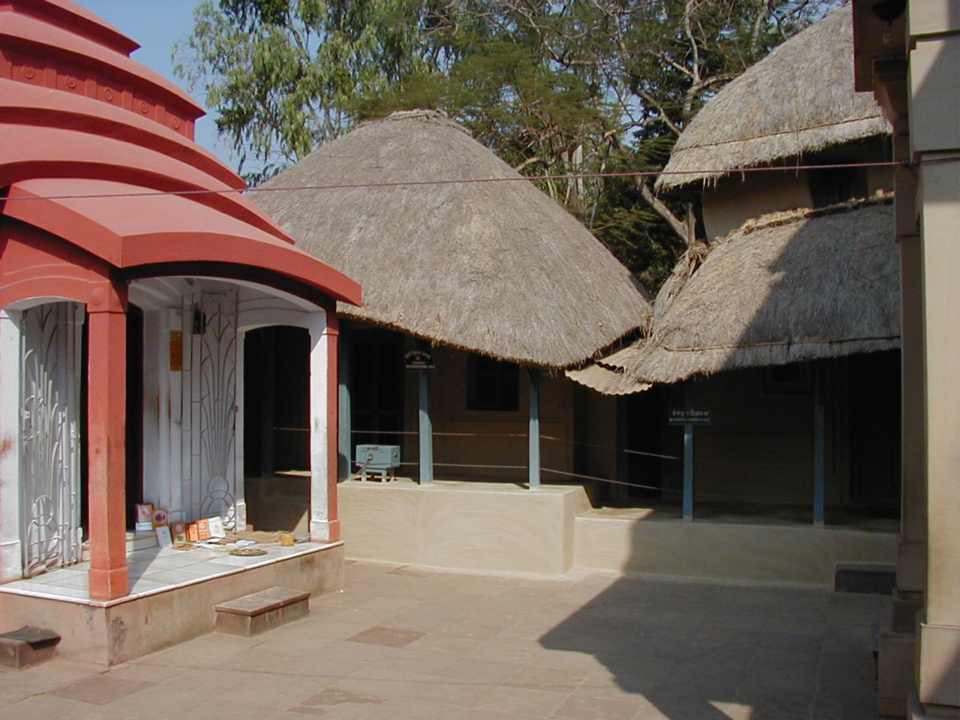
خانه کوچک در Kamarpukur که راماکریشنا در آن زندگی می‌کرد (مرکز). حرم خانواده در چپ، معبد زادگاه در سمت راست است

راماکریشنا در ۱۸ فوریه سال ۱۸۳۶ میلادی در روستای کامارپوکار درغرب بنگال به دنیا آمد. او خانواده‌ای فقیر اما مؤمن ارتودوکس برهمن داشت. محل تولد وی در کامارپوکار دور از راه‌آهن و زرق و برق‌های امروزی و پر از شالیزارهای برنج و مزارع و نخل‌های بلند قامت و همچنین چند دریاچه بود. پیروان راماکریشنا تجربه‌ای فراطبیعی را به نقل از پدر وی دربارهٔ تولد او بیان می‌کنند. پدر او نقل می‌کند که در یک رؤیا در گایا دیده که در آن خداوند ویشنو گفت: به عنوان پسر وی به دنیا خواهد آمد. خودریام (Khudriam) پدر راما کریشنا در یک خانواده با ایمان و دیندار به دنیا آمد. او مردی درست، شجاع و فداکار بود به عبادت خدا می‌پرداخت و خود را کاملاً تسلیم ارادهٔ الهی نموده بود. همسرش چاندرا دوی (Chandara Devi) نیز زنی ساده و با ایمان بود. در ۱۸ فوریه ۱۸۳۶ از چاندرا دوی پسری متولد شد که او را گادادهار (Ghadadhar) نامیدند همان که بعدها به نام فرزند کالی یا شری راما کریشنا شهرت یافت. راماکریشنا طبیعی به دنیا آمده و طبیعی رشد کرد. هیچ گزارش خاصی از بیماری در زمان کودکی وی وجود ندارد. رفتار او دلیر و بی‌باک، و درستکار بود. هر کس چه زن و چه مرد در آن روستای کوچک نسبت به او احساس محبت می‌کرد و به گونه‌ای از مشارکت در کارها با او استقبال می‌کردند. هنگامی که اعضاء خانواده به انجام فرایض دینی، مراقبه یا خواندن آوازهای روحانی می‌پرداختند، به‌طور خاصی از خود بیخود می‌شد. در طی این دوران رویاهای مختلفی برای وی به وقوع پیوست با این وجود به یک رفتار و خلق و خوی طبیعی همراه با شادابی، سر زندگی و فرمانبری ادامه می‌داد رفته رفته او توانست بر حالات معنوی خود تسلط بیشتری یابد گادادهار پسری باهوش بود اما از مطالعهٔ کتاب و خصوصاً آموختن ریاضی بیزار و در عوض کفایت خود را در آموختن زبان، موسیقی و خواندن آواز نشان می‌داد. او در مقابل مرگ رفتاری طبیعی داشت حتی هنگامی که پدر خود را در کودکی از دست داد. راماکریشنا به مدت ۱۲ سال مشغول تحصیل در مدرسه عادی در روستا بود و بعد ازتحصیلات سنتی گفت که به این نوع آموزش و پرورش علاقه ندارد و آن را رها کرد.

## تجربهٔ سامادی در کودکی
در هفت سالگی، یک روز هنگام عبور از یک مزرعه شلتوک، غرق در تماشای صحنهٔ زیبای پرواز دسته یی از لک لکهای سفید و متحدالشکل در فضای میان ابرهای سیاه و خاکستری رنگ و تضاد رنگی ناشی از آن بود. این صحنه آن چنان وی را مجذوب خود ساخته بود که آگاهی بیرونی خود را از دست داد و بی هوش گردید. وی را با همان وضعیت به خانه منتقل کردند. رفته رفته به‌طور طبیعی آگاهی خود را بدست آورد. یک بار دیگر نیز در ۸ سالگی هنگام رفتن به سوی معبد ویسالاکشمی در آنور، همانند دفعهٔ قبل آگاهی خود را از دست داد. در آستانهٔ جوانی هیچ نشانی از بیماری فیزیکی و ذهنی در وی نبود بلکه بر عکس بسیار با استعداد و از حافظهٔ خوبی برخوردار بود به گونه یی که می‌توانست با ترکیب موسیقی و کلام به خواندن و نواختن آنچه که فقط یک بار شنیده بود بپردازد. با گذشت زمان خواسته‌های درونی او شکل محکم تری به خود گرفت و بر این عقیده که در پس شکل ظاهری زندگی معنای عمیق‌تری نهفته‌است تأکید داشت او می‌گفت تنها شناخت خدا هدف این زندگی است و جمع‌آوری پول و خوشگذرانی تنها تلف نمودن وقت است. خلوت گزینی، تفکر در طبیعت و میل شدید به شناخت مراتب عالی از ویژگی‌های او بود. در ۱۸۵۲ اوضاع مالی خانواده بسیار بد شده بود و برادر بزرگتر راما کریشنا همراه با او برای انجام کار که خدمت در معبد کالی واقع در داکنیشوا بود به آنجا رفتند. راما کریشنا عبادت خدا را در آن معبد آغاز نموده و هر روز بر شدت و عمق آن می‌افزود. او عبادت خود را برای یافتن تجربیات دینی بیشتر ادامه می‌داد و می‌خواست بداند حقیقت دیگر ادیان چیست؟ از این زمان به‌طور غریبی معلم‌هایی از ادیان مختلف با آموزش‌های خود در سر راه وی قرار می‌گرفتند. راماکریشنا در این سال‌ها علاوه بر هندوئیزم به تجربه مسیحیت و اسلام نیز پرداخت. تجربهٔ او در اسلام به گونه یی بود که علاوه بر انجام ذکر الله، خواندن نماز و پوشیدن لباس‌های مسلمانان به خوردن غذاهای مسلمانان که شامل گوشت نیز بود می‌پرداخت.

## دوران راهبی در معبد کالی

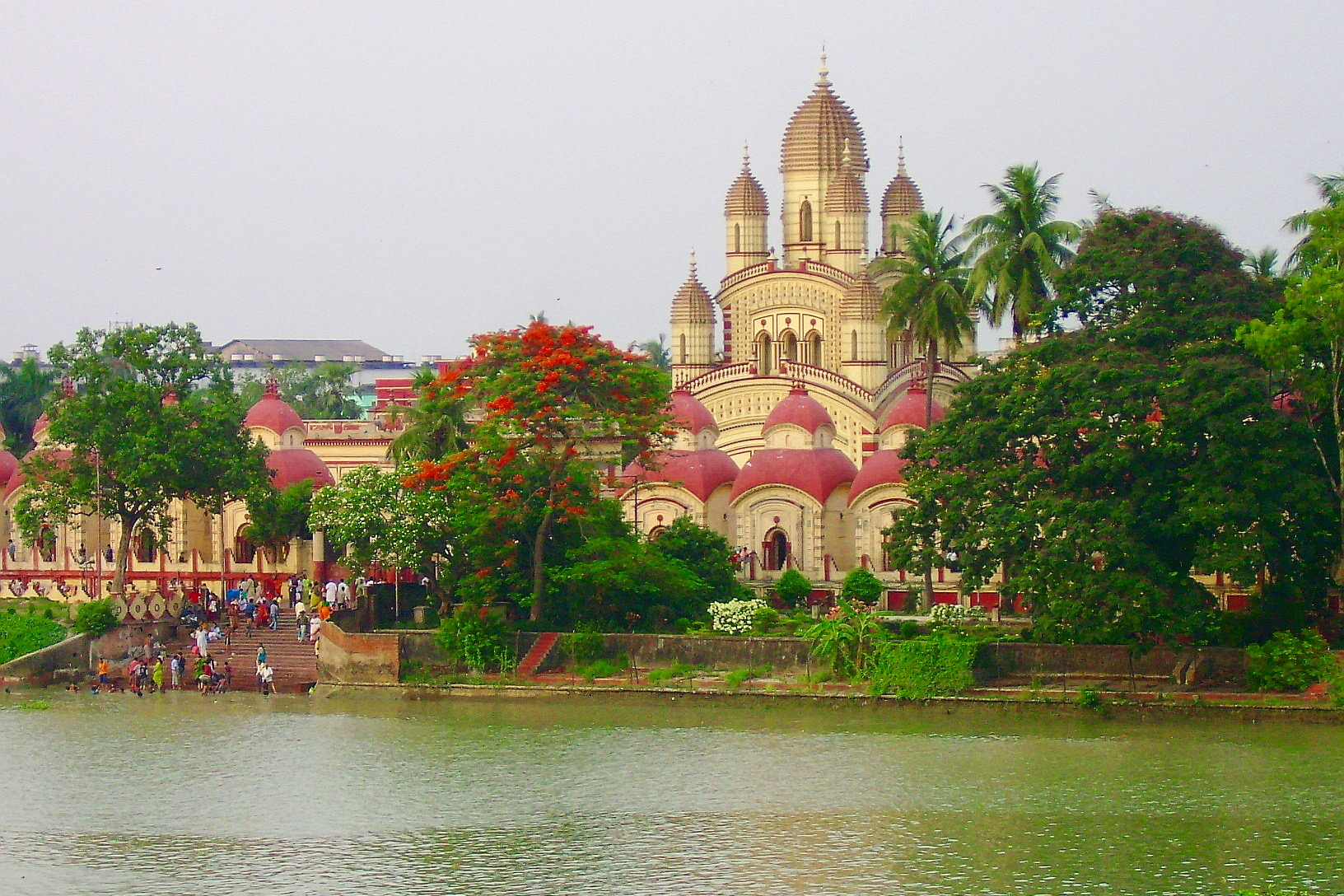
Dakshineswar Kāli Temple, جاییکه راماکریشنا بخش اعظم زندگی بزرگسالی خود را آنجا گذراند.

در سال ۱۸۵۵ به عنوان کشیش معبد کالی منصوب شد. کالی معبد ساخته شده توسط رانی که یک زن ثروتمند اهل کلکته است که متعلق به جامعه kaivarta می‌باشد.

## ازدواج

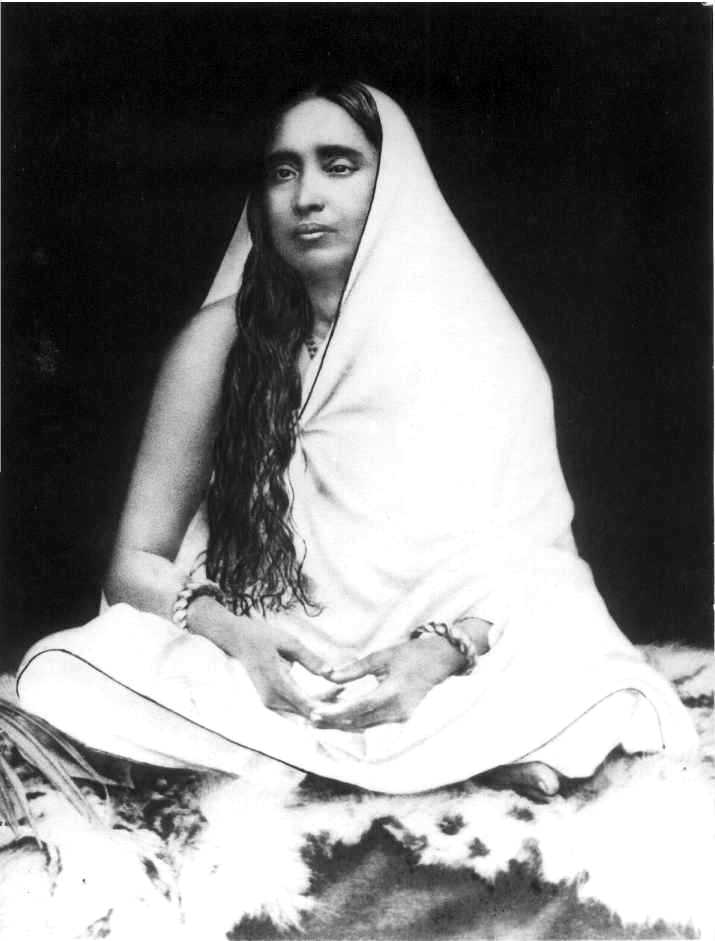
Sarada دوی (۱۸۵۳–۱۹۲۰)، همسر و همتای معنوی راماکریشنا

مادر و برادر بزرگتر راماکریشنا تصمیم گرفتند که او ازدواج کند بلکه تحت تأثیر آن مجبور شود مسئولیت امور عادی را بپذیرد و دست از تمرینات و دیدگاه‌های معنوی بکشد. در حالی که راماکریشنا ۳۲ سال داشت دختری ۱۴ ساله بنام سادرا را به همسری او درآوردند. البته اختلاف سنی زیاد در قرن نوزدهم در بنگال امری عادی شمرده می‌شد. راماکریشنا در سال ۱۸۵۹ با سارادا دوی (Sarada Devi) که بعداً در ردهٔ قدرتمندترین مریدانش قرار گرفت ازدواج نمود. راماکریشنا به هر موجود زنده ای عشق می‌ورزید و هنگام مواجهه با سختی و مشکلات دیگران گویی آن مشکل و سختی برای خود وی پیش آمده‌است. یک روز هنگامی که در کنار رود گنگ ایستاده بود و در حال تماشای رود و قایقهای روی آن بود، در این هنگام او دو مرد ماهی گیر را دید که در حال مشاجره بر سر موضوعی بودند مشاجره بالا گرفت، مرد قوی تر به طرف فرد ضعیف تر هجوم برد و با شلاقی که در دست داشت چند ضربه محکم به پشت وی فرود آورد، همزمان با این اتفاق راما کریشنا فریاد بلندی ناشی از درد کشید و بر روی زمین خم شد. مریدان راماکریشنا که در آن نزدیکی‌ها پراکنده بودنده به سرعت گرداگرد استاد خود جمع شدند و با مشاهدهٔ زخم‌های کمرش از وی خواستند کسی که جرأت کرده و به استاد آن‌ها حمله کرد را نشان دهد. او در پاسخ آن‌ها توضیح داد هر ضربه‌ای که آن مرد قویتر بر بدن مرد دیگر فرود می‌آورد گویی بر پشت من فرود می‌آمد و با همهٔ وجود درد او را حس می‌کردم.

## دیدگاه
راما کریشنا عقیده داشت هیچ عشق و علاقه‌ای منجر به آرامش نخواهد شد مگر عشق به خدا و مهر به خدا. کسی می‌تواند مهر به خدا را بفهمد که خداوند را دیده باشد و یکی از راه‌های این دیدن حس کردن این مهر و محبت در انسان‌ها و دیگر مخلوقات خدا می‌باشد. راماکریشنا به گیریش (Girish) که یکی از مریدانش بود می‌گوید: شخصی که بخواهد به دیدار خداوند برود می‌بایست تمام توجه اش به خدا باشد یعنی آنکه همهٔ امورش را به خاطر خدا انجام دهد چون در غیر این صورت عبادتش هم رنگ دنیایی به خود می‌گیرد این گونه‌است که مانند برگی که با وزش باد به هر جهت می‌رود او هم تحت تأثیر جریان الهی به هر جهت که خواست خدا باشد برده خواهد شد.

## شاگردان
قسمت عمدهٔ زندگی راما کریشنا در تربیت شاگردان و مریدانش سپری شد. او به آن‌ها آموخت که خدا از طریق ادیان مختلف قابل شناخت است و این برای وی یک تجربهٔ شخصی بود.
برجسته‌ترین شاگرد وی سوامی ویویکاناندا (Swami Vivekananda) بود همان که بعد از مرگ استادش در غرب کنگره ی مذاهب را تشکیل داد. از دیگر شاگردان او می‌توان از سوامی برهماناندا (Swami Brahmanananda)، سوامی شیواناندا (Swami Shivananda) و سوامی ساراداناندا (Swami Saradananda) نام برد.

## درگذشت
در اواخر عمر هنگامی که در کنار اقیانوس به مراقبه می‌پرداخت و بدن سست و ضعیفش در آتش عشق و اشتیاق می‌سوخت، همواره افرادی به دیدن او می‌آمدند و چون در ضعف زیادی بود همواره شکایت داشت که چرا نمی‌تواند به امور آن‌ها بپردازد. وی همیشه آماده کمک به دیگران بود و اعتقاد داشت آماده‌است سال‌های بسیاری زندگی کند تا بتواند به مردم کمک کند.
در اولین روزهای ماه اوت ۱۸۸۶ به یکی ار مریدان خود گفت تا از روی تقویمی که حاوی دعاهای روزانه بود با صدای بلند برایش بخواند، هنگامی که وی به دعای روز پانزدهم اوت رسید از او خواست تا سکوت کند و دیگر ادامه ندهد؛ و سرانجام در پانزدهم ماه اوت سال ۱۸۸۶ پس از قرار گرفتن در مهاسامادی سفر خود به جهان دیگر را آغاز نمود.